# Tectaria paradoxa
Tectaria paradoxa är en ormbunkeart som först beskrevs av Fée, och fick sitt nu gällande namn av Sledge. Tectaria paradoxa ingår i släktet Tectaria och familjen Tectariaceae. Inga underarter finns listade.

## Bildgalleri

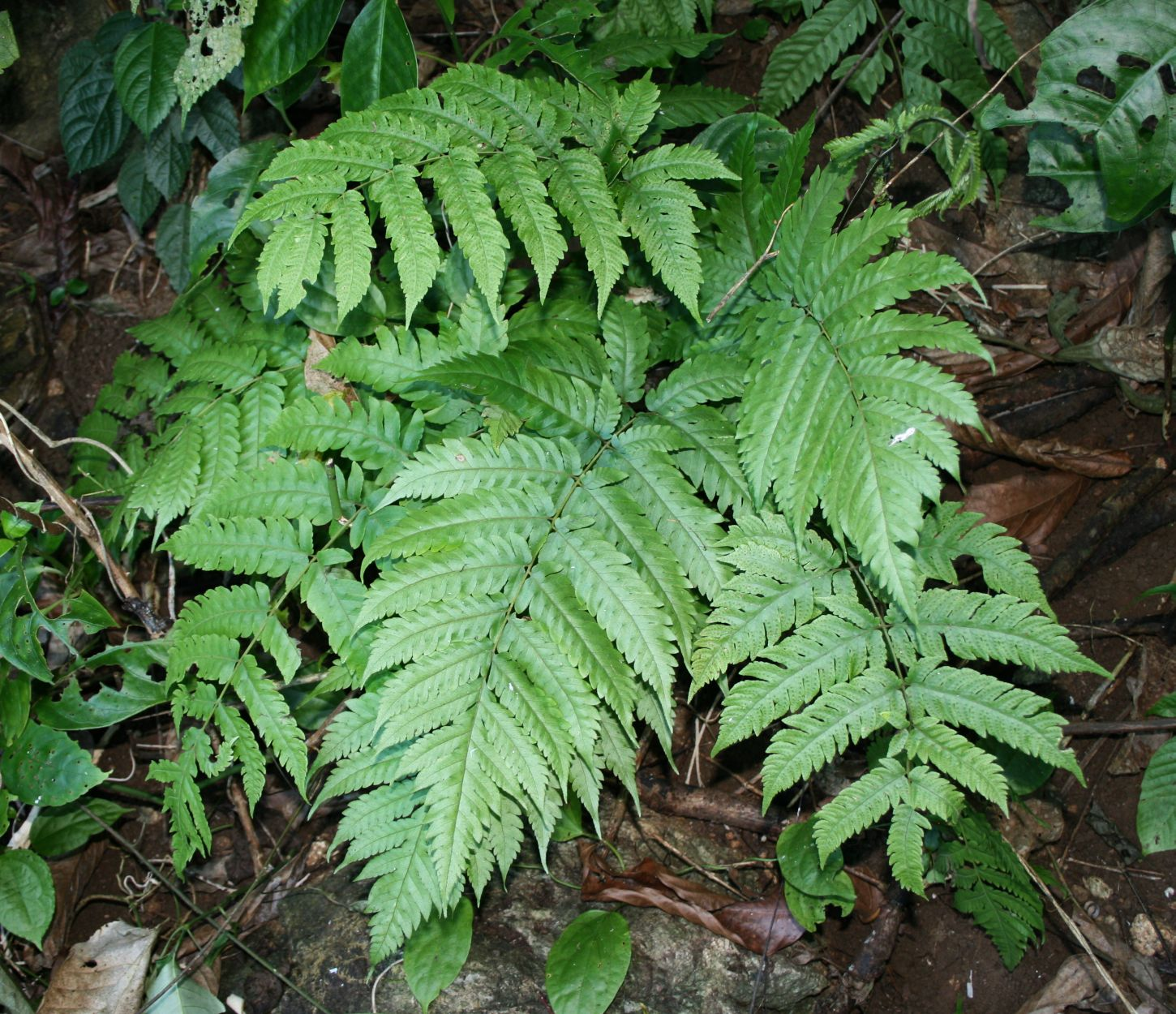
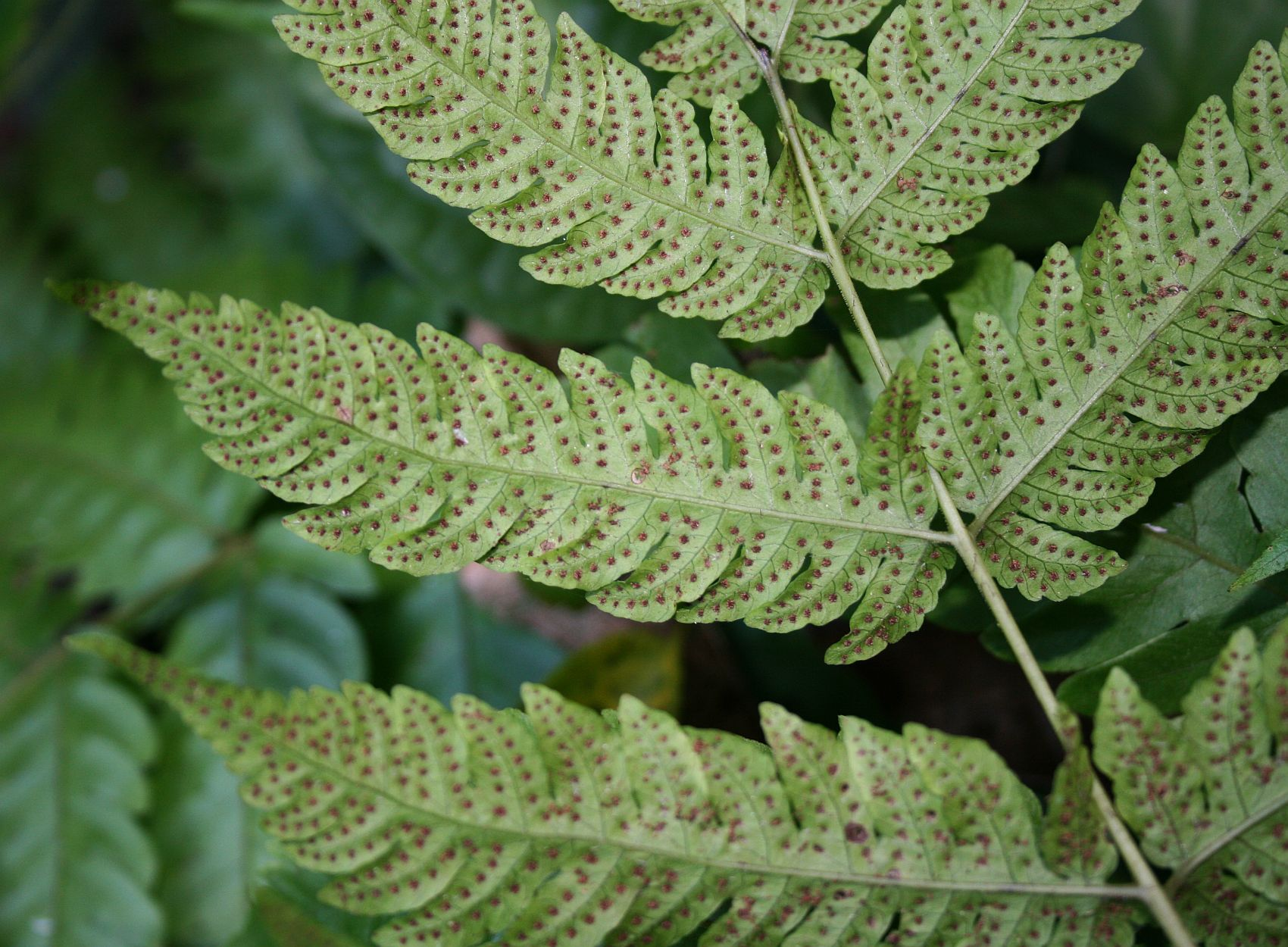